# Joan Cusack
Joan Mary Cusack (Nueva York; 11 de octubre de 1962) es una actriz estadounidense de cine y televisión. Ha sido candidata a los premios Óscar y a los Globo de Oro. Es conocida por sus intervenciones en películas como Working Girl (1988), Addams Family Values (1993), Nueve meses (1995), In & Out (1997), Runaway Bride (1999) y Alta fidelidad y por poner su voz a la vaquera Jessie en las versiones originales de las cintas animadas Toy Story 2 (1999), Toy Story 3 (2010) y Toy Story 4 (2019). Es hermana del también actor John Cusack.

## Biografía
Joan Cusack nació el 11 de octubre de 1962 en Nueva York (Estados Unidos) y creció en Evanston. Su padre, Dick Cusack, y sus hermanos, Ann, Bill, John y Susie también son actores. Su madre, Nancy de Cusack, es una profesora de matemáticas jubilada y activista política. Trabajó en la tienda del Piven Theater. Se casó con Richard Burke en 1993, con quien ha tenido dos hijos, el primero de ellos nacido el 17 de junio de 1997, con el nombre de Dylan John Burke, y el segundo en julio de 2000, bajo el nombre de Miles Burke.

## Carrera
Joan Cusack trabajó durante varias temporadas en Saturday Night Live (1985 - 1986). En 1988 participó en la comedia Working Girl (1988), donde compartió cartel con Harrison Ford, Sigourney Weaver y Melanie Griffith, y por cuya actuación recibió su primera candidatura a los premios Óscar en la categoría de «Mejor actriz de reparto». Entre sus siguientes proyectos destacan Addams Family Values (1993) y las comedias Nueve meses (1995), protagonizada por Hugh Grant y Julianne Moore, y Two Much (1995), dirigida por Fernando Trueba y en la que compartía cartel con Antonio Banderas y Melanie Griffith.
Posteriormente obtuvo una nueva candidatura a los Óscar, de nuevo en la categoría de «Mejor actriz de reparto», y otra a los premios Globo de Oro, en la misma categoría, por la comedia In & Out (1997), protagonizada por Kevin Kline y Matt Dillon. Después prestó su voz en la cinta animada Toy Story 2 (1999) y actuó en la comedia romántica Runaway Bride (1999), protagonizada por Julia Roberts y Richard Gere. Participó junto a su hermano John en la comedia Alta fidelidad (2000), basada en la novela de Nick Hornby, y protagonizó junto a Jeff Bridges y Tim Robbins el thriller Arlington Road (1999).
Intervino en la comedia Escuela de rock (2003), en la que aparecía con Jack Black. Ese mismo año también apareció en Looney Tunes: Back in Action (2003), con Brendan Fraser. Después llegarían títulos como Raising Helen (2004), junto a Kate Hudson, el drama Amigos con dinero (2006), en la que compartía cartel con Jennifer Aniston, Catherine Keener o Frances McDormand, y volvió a participar de nuevo con su hermano en los dramas Martian Child (2007) y War, Inc. (2007). Apareció en la comedia Confessions of a Shopaholic (2009) y en el drama My Sister's Keeper (2009), protagonizado por Cameron Diaz y Abigail Breslin. Además volvió a prestar su voz en la tercera entrega de Toy Story (2010).

## Filmografía

### Cine
| Año  | Título                                       | Personaje             | Notas                              |
| ---- | -------------------------------------------- | --------------------- | ---------------------------------- |
| 1980 | Cutting Loose                                |                       |                                    |
| 1980 | My Bodyguard                                 | Shelley               |                                    |
| 1983 | Class                                        | Julia                 |                                    |
| 1984 | Sixteen Candles                              | Muchacha Geek #1      |                                    |
| 1984 | Grandview, U.S.A.                            | Mary Maine            |                                    |
| 1987 | The Allnighter                               | Gina                  |                                    |
| 1987 | Broadcast News (Al filo de la noticia [Esp]) | Blair Litton          |                                    |
| 1988 | Stars and Bars                               | Irene Stein           |                                    |
| 1988 | Married to the Mob                           | Rose                  |                                    |
| 1988 | Working Girl                                 | Cyn                   |                                    |
| 1989 | Say Anything...                              | Constance Dobler      |                                    |
| 1990 | Men Don't Leave                              | Jody                  |                                    |
| 1990 | My Blue Heaven                               | Hannah Stubs          |                                    |
| 1991 | The Cabinet of Dr. Ramirez                   | Cathy                 | También escritora                  |
| 1992 | Accidental Hero (Héroe por accidente [Esp])  | Evelyn Laplante       |                                    |
| 1992 | Toys                                         | Alsatia Zevo          |                                    |
| 1993 | Addams Family Values                         | Debbie Jellinsky      |                                    |
| 1994 | Corrina, Corrina                             | Jonesy                |                                    |
| 1995 | Nine Months (Nueve meses [esp])              | Gail Dwyer            |                                    |
| 1995 | Two Much                                     | Gloria                |                                    |
| 1996 | Mr. Wrong                                    | Inga Gunther          |                                    |
| 1997 | Grosse Pointe Blank                          | Marcella Mayes        |                                    |
| 1997 | A Smile Like Yours                           | Nancy Tellen          |                                    |
| 1997 | In & Out                                     | Emily Montgomery      |                                    |
| 1999 | Arlington Road                               | Cheryl Lang           |                                    |
| 1999 | Cradle Will Rock (Aplausos [Esp])            | Hazel Huffman         |                                    |
| 1999 | Runaway Bride                                | Peggy Flemming        |                                    |
| 1999 | Toy Story 2                                  | Jessie                | Voz                                |
| 2000 | High Fidelity (Alta fidelidad [Esp])         | Liz                   |                                    |
| 2000 | Where the Heart Is                           | Ruth Meyers           |                                    |
| 2002 | It's a Very Merry Muppet Christmas Movie     | Rachel Bitterman      |                                    |
| 2003 | School of Rock (Escuela de rock [Esp])       | Rosalie Mullins       |                                    |
| 2003 | Looney Tunes: Back in Action                 | Madre                 |                                    |
| 2004 | Raising Helen                                | Jenny Portman         |                                    |
| 2004 | The Last Shot                                | Fanny Nash            |                                    |
| 2005 | Ice Princess                                 | Joan Carlyle          |                                    |
| 2005 | Chicken Little                               | Abby Mallard          | Voz                                |
| 2006 | Friends with Money (Amigos con dinero [Esp]) | Franny                |                                    |
| 2007 | Martian Child                                | Liz Gordon            |                                    |
| 2008 | War, Inc.                                    | Marsha Dillon         |                                    |
| 2008 | Kit Kittredge: An American Girl              | Señorita Lucinda Bond |                                    |
| 2009 | Confessions of a Shopaholic                  | Jane Bloomwood        |                                    |
| 2009 | My Sister's Keeper                           | Jueza De Salvo        |                                    |
| 2009 | Acceptance                                   | Nina Rockefeller      |                                    |
| 2010 | Toy Story 3                                  | Jessie                | Voz                                |
| 2011 | Hoodwinked Too! Hood vs. Evil                | Verushka              | Voz                                |
| 2011 | Mars Needs Moms                              | Madre de Milo         | Voz. También captura de movimiento |
| 2011 | Hawaiian Vacation                            | Jessie                | Voz. Corto                         |
| 2011 | Small Fry                                    | Jessie                | Voz. Corto                         |
| 2011 | Arthur Christmas                             | Mission Control Elf   | Voz                                |
| 2012 | Partysaurus Rex                              | Jessie                | Voz. Corto                         |
| 2012 | The Perks of Being a Wallflower              | Dra. Burton           |                                    |
| 2014 | Welcome to Me                                | Dawn Hurley           |                                    |
| 2015 | The End of the Tour                          | Patty Gunderson       |                                    |
| 2015 | Freaks of Nature                             | Peg Parker            |                                    |
| 2016 | Popstar: Never Stop Never Stopping           | Tilly Friel           |                                    |
| 2017 | Snatched                                     | Barb                  |                                    |
| 2017 | Unicorn Store                                | Gladys                |                                    |
| 2018 | Instant Family (Familia al instante [Esp])   | Sra. Howard           |                                    |
| 2019 | Toy Story 4                                  | Jessie                | Voz                                |
| 2019 | Klaus                                        | Sra. Tammy Krum       | Voz                                |
| 2019 | Let It Snow                                  | Tin Foil Woman        |                                    |

### Televisión
| Año        | Título                            | Personaje                          | Notas                                    |
| ---------- | --------------------------------- | ---------------------------------- | ---------------------------------------- |
| 1985–86    | Saturday Night Live               | Various Characters                 | 17 Episodios                             |
| 2001–02    | What About Joan?                  | Joan Gallagher                     | 21 Episodios                             |
| 2004–11    | Peep and the Big Wide World       | Narrador                           | Voz. 55 Episodios                        |
| 2010       | Law & Order: Special Victims Unit | Pamela Burton                      | Episodio: "Locum"                        |
| 2011–15    | Shameless                         | Sheila Gallagher (llamada Jackson) | 44 Episodios                             |
| 2011       | Phineas and Ferb                  | Glenda Wilkins                     | Voz. Episodio: "Last Train to Bustville" |
| 2013       | The Office                        | Madre biológica de Erin            | Episodio: "Finale"                       |
| 2013       | Toy Story of Terror!              | Jessie                             | Voz. Especial de Televisión              |
| 2014       | Toy Story That Time Forgot        | Jessie                             | Voz. Especial de Televisión              |
| 2016–2019  | The Stinky & Dirty Show           | Red                                | Voz. 8 Episodios                         |
| 2017, 2019 | A Series of Unfortunate Events    | Justice Strauss                    | 4 Episodios                              |
| 2017       | The Christmas Train               | Agnes                              | Película de televisión                   |
| 2020       | Homecoming                        | Francine Bunda                     | 3 Episodios                              |

### Videojuegos
| Año  | Título                                    | Personaje                          |
| ---- | ----------------------------------------- | ---------------------------------- |
| 1999 | Toy Story 2: Buzz Lightyear to the Rescue | Jessie                             |
| 2005 | Chicken Little                            | Abby Mallard (material de archivo) |
| 2006 | Chicken Little: Ace in Action             | Abby Mallard                       |
| 2010 | Toy Story 3: The Video Game               | Jessie                             |
| 2011 | Kinect Disneyland Adventures              |                                    |
| 2012 | Kinect Rush: A Disney-Pixar Adventure     |                                    |
| 2016 | Disney Magic Kingdoms                     |                                    |

## Premios y distinciones
Premios Óscar
| Año  | Categoría               | Película     | Resultado |
| ---- | ----------------------- | ------------ | --------- |
| 1989 | Mejor actriz de reparto | Working Girl | Nominada  |
| 1998 | Mejor actriz de reparto | In & Out     | Nominada  |

Premios Globo de Oro
| Año  | Categoría               | Película | Resultado |       |
| ---- | ----------------------- | -------- | --------- | ----- |
| 1998 | Mejor actriz de reparto | In & Out | Nominada  | [ 3 ] |

Premios Emmy
| Año  | Categoría             | Serie     | Resultado |       |
| ---- | --------------------- | --------- | --------- | ----- |
| 2015 | Mejor actriz invitada | Shameless | Ganadora  | [ 6 ] |